# Santa Barbara County
Santa Barbara County är ett county i den sydvästra delen av delstaten Kalifornien i USA. År 2000 hade Santa Barbara County totalt 423 895 invånare. Administrativ huvudort (county seat) är Santa Barbara. Santa Barbara County grundades år 1850. 
Vandenberg Space Force Base är belägen i countyt liksom en del av Channel Islands nationalpark. 

## Geografi
Enligt United States Census Bureau så har countyt en total area på 9 814 km². 7 088 km² av den arean är land och 2 725 km² är vatten.
California State Route 1 går genom countyt längs med kusten.

### Angränsande countyn
- San Luis Obispo County, Kalifornien - nord
- Kern County, Kalifornien - nordost
- Ventura County, Kalifornien - öst